# Piptostigma multinervium
Piptostigma multinervium är en kirimojaväxtart som beskrevs av Adolf Engler och Friedrich Ludwig Diels. Piptostigma multinervium ingår i släktet Piptostigma och familjen kirimojaväxter. Inga underarter finns listade i Catalogue of Life.